# Эйбл, Ян Эвангелиста
Ян Эвангелиста Эйбл (чеш. Jan Evangelista Eybl; 11 ноября 1882 — 21 июня 1968) — чешский священник и боец Сопротивления, член Союза политзаключенных (после Второй мировой войны).

## Биография
Родился 11 ноября 1882 года в деревне Махуш, ныне в Чехии, в семье Вацлава Эйбла и его жены — Раушаровой Анны.
После начальной школы, в 1894—1902 годах, обучался в чешской гимназии имени Яна Валериана Йиршика (1798—1883, чешский католический священник, борец за национальное возрождение) в Ческе-Будеёвице. Благодаря своему дяде, который был священником, Ян был направлен на учебу в духовную семинарию Ческе-Будеёвиц, откуда 4 апреля 1903 года был призван в резерв 91-го пехотного полка.
22 июля 1906 года он был рукоположен в сан священника и одновременно назначен полевым викарием. С 1 сентября 1906 года Ян Эвангелиста работал капелланом в Катовице близ Страконице, с 1 декабря 1907 года — в Прахатице, а с 1 марта 1913 года — в Нетолице.
С началом Первой мировой войны был мобилизован в 91-й пехотный полк. 14 ноября 1916 года он был ранен на равнине Добердо (Италия). Его брат Мартин, который был с ним, умер на руках Яна Эйбла. Затем он проходил лечение в военном госпитале в Ческе-Будеёвице и после этого находился в резерве капитаном духовной службы.
После этого работал в приходах в Накржи, Рудольфове, Добра-Воде и Пиштине. С 1925 по 1932 год Эйбл был приходским священником в Стражни, а с 1932 по 1938 год — в Каменном Уезде. В октябре 1939 года переехал в Бероун, где вскоре включился в местное движение Сопротивления. Позднее был арестован гестапо и заключён в тюрьму города Кладно, затем в Терезине, откуда его перевезли в концентрационный лагерь Дахау.
После Второй мировой войны Ян Эвангелиста являлся членом Союза политзаключенных. В 1960-х годах был удостоен медали Лидице; а журналисты выбрали его в качестве прототипа обер-фельдкурата Ибла — персонажа из фильма о похождениях бравого солдата Швейка.
Умер 21 июня 1968 года в чешской общине Грусице.
Был награжден Юбилейным крестом 1908 года, Духовным крестом за заслуги II степени, медалью за военные заслуги Signum Laudis, Военным крестом Карла и знаком Красного Креста.